# Organizzazione dei Paesi esportatori di petrolio
L'Organizzazione dei Paesi Esportatori del  Petrolio, meglio conosciuta come OPEC (Organization of the Petroleum Exporting Countries), fondata il 14 settembre 1960, comprende dodici Paesi che si sono associati, formando un cartello economico, per negoziare con le compagnie petrolifere aspetti riguardanti produzione di petrolio, prezzi e concessioni. La sede dell'OPEC, dapprima stabilita a Ginevra, a partire dal 1º settembre 1965 è stata trasferita a Vienna.
Gli stati membri OPEC controllano circa il 79% delle riserve mondiali accertate di petrolio, circa il 35% di quelle di gas naturale e forniscono il 39% della produzione mondiale di petrolio e circa il 16% di quella di gas naturale. L'organizzazione parallela dell'OAPEC (Organizzazione dei Paesi Arabi Esportatori di Petrolio), fondata nel 1968 nel Kuwait, si occupa del coordinamento delle politiche energetiche dei paesi Arabi che fanno parte dell'OPEC.

## Origini

### Le sette sorelle
L'OPEC nacque come risposta dei paesi produttori di greggio al predominio economico delle aziende petrolifere straniere, principalmente anglo-americane, che fin dagli anni venti e quaranta, attraverso una serie di concessioni per l'estrazione, esercitavano un controllo pressoché assoluto sulla filiera produttiva (riserve, estrazione, raffinazione, commercializzazione).
Nel 1928 le principali compagnie petrolifere mondiali siglarono ad Achnacarry un accordo che di fatto creava un cartello finalizzato a stabilire zone di estrazione e prezzi di vendita del greggio affinché non ci fosse concorrenza fra le compagnie stesse. Queste compagnie, conosciute come "sette sorelle" - termine coniato dall'italiano Enrico Mattei, dirigente dell'Agip - tra la fine degli anni 40 e l'inizio degli anni 60- arrivarono a controllare la quasi totalità del petrolio mediorientale, definendo in maniera unilaterale le quote di estrazione ed il prezzo da pagare ai paesi produttori. Al fine di bilanciare l'offerta e la domanda per evitare negative fluttuazioni nel prezzo e mantenere così lucroso il loro business, le sette sorelle imposero spesso quote di estrazione inferiori alla capacità massima dei paesi produttori con ovvie ricadute sugli introiti degli stessi.
È importante notare come le esportazioni di petrolio rappresentassero, e rappresentino tutt'oggi, la quasi totalità delle esportazioni di molti paesi produttori, principalmente quelli del golfo Persico.

### Il MOIQP
In aggiunta a queste sfavorevoli condizioni il 30 aprile 1959 il presidente statunitense Dwight Eisenhower varò il MOIQP - Mandatory Oil Import Quota Program («programma obbligatorio per le importazioni di petrolio»), che limitava le importazioni di petrolio al 9% del fabbisogno totale degli Stati Uniti d'America. Il MOIQP era un programma economico di tipo protezionistico inteso a raggiungere due obiettivi:
- difendere gli interessi delle compagnie petrolifere americane che già da diversi anni operavano, attraverso le loro lobby, pressioni sul governo statunitense per limitare le importazioni di petrolio.
- rendere gli Stati Uniti maggiormente indipendenti in campo energetico attraverso un utilizzo più massiccio dei giacimenti presenti sul territorio americano.

Il petrolio medio-orientale, pur essendo meno costoso, veniva infatti estratto in zone strategicamente instabili, con il rischio di interruzioni nell'approvvigionamento. Inoltre il MOIQP tese a privilegiare le importazioni dal Canada, importante alleato americano nell'era della guerra fredda, sfavorendo nel contempo il Venezuela, all'epoca principale esportatore di petrolio verso gli Stati Uniti.
Una clausola del programma definiva infatti che il petrolio importato via terra (il Canada confina direttamente con gli Stati Uniti e, per lo stesso motivo, la clausola ebbe effetto anche sulle importazioni dal Messico) non era da considerarsi «importato» ed esulava quindi dalla quota massima di importazione.
L'insoddisfazione dei paesi medio-orientali per l'ingerenza delle compagnie petrolifere straniere e quella del Venezuela per i limiti imposti dal MOIQP condussero, nel settembre 1960, l'Iraq a convocare una riunione nella quale discutere future politiche comuni, intese a proteggere gli interessi dei paesi produttori.

## Ruolo e storia

Stati membri dell'OPEC (in blu)

Fondata il 14 settembre 1960 durante una conferenza a Baghdad per iniziativa del Governo del Venezuela a carico del presidente Rómulo Betancourt, il ministro di Miniere e Idrocarburi venezuelano Juan Pablo Pérez Alfonzo ed il ministro del Petrolio e delle Risorse minerali dell'Arabia Saudita, Abdullah al-Tariki, l'OPEC consisteva in origine di soli cinque paesi membri (Iran, Iraq, Kuwait, Arabia Saudita e Venezuela).
I membri dell'OPEC costituirono un cartello il cui scopo era ed è quello di concordare la quantità e il prezzo del petrolio che queste nazioni esportano. Attraverso sforzi coordinati, l'OPEC cerca di regolare la produzione petrolifera e di gestire quindi i prezzi del greggio, principalmente stabilendo delle quote per i suoi membri, che detengono all'incirca i 2/3 delle riserve mondiali di petrolio. Essi forniscono il 40% della produzione mondiale di petrolio e la metà delle esportazioni. Grazie all'OPEC, gli stati membri ricevono, per il petrolio che esportano, considerevolmente più di quanto riceverebbero se non ne facessero parte. Nel 2004, ad esempio, gli 11 membri dell'OPEC hanno ricevuto 338 miliardi di dollari di entrate per l'esportazione del petrolio, un incremento del 42 percento rispetto al 2003, secondo cifre compilate dall'Energy Information Administration. Si confrontino queste cifre con quelle del 1972, quando gli esportatori di petrolio incassarono 23 miliardi di dollari per le esportazioni, o con quelle del 1977, quando a seguito della crisi energetica del 1973 essi ricevettero 140 miliardi di dollari. Poiché le vendite di petrolio a livello mondiale sono denominate in dollari statunitensi, i cambi nel valore del dollaro rispetto alle altre valute influiscono sulle decisioni dell'OPEC circa la quantità di petrolio da produrre. Ad esempio, quando il dollaro perde rispetto alle altre valute, i membri dell'OPEC ricevono minori entrate per il loro petrolio, causando dei tagli sostanziali nel loro potere d'acquisto, poiché essi continuano a vendere petrolio in dollari.
Le decisioni dell'OPEC hanno una considerevole influenza sui prezzi internazionali del petrolio. Ad esempio, durante la crisi energetica del 1973 (grande shock petrolifero), l'OPEC si rifiutò di spedire petrolio verso le nazioni occidentali che avevano sostenuto Israele nella guerra del Kippur contro l'Egitto e la Siria. Questo rifiuto provocò un incremento del 70% nel prezzo del greggio, che durò per cinque mesi, dal 17 ottobre 1973 al 18 marzo 1974. Le nazioni dell'OPEC decisero, il 7 gennaio 1975, di innalzare i prezzi del petrolio grezzo del 10%.
Con l'avvicinarsi della guerra del Golfo del 1990-1991, il presidente iracheno Saddam Hussein sostenne che l'OPEC doveva spingere verso l'alto il prezzo del petrolio, aiutando così l'Iraq e gli altri stati membri a ripianare i debiti.
Ad agosto 2004 l'OPEC comunicò che i suoi membri disponevano di poco margine di incremento della produzione, indicando così che il cartello stava perdendo la sua influenza sul prezzo del greggio. Il primo gennaio 2007 entrò a far parte dell'OPEC l'Angola, mentre l'Indonesia lasciò l'OPEC nel 2009, essendo diventata un importatore netto di petrolio e non essendo in grado di soddisfare le sue quote di produzione.
Nel dicembre 2018 il Qatar, storico membro dell'OPEC, ha annunciato la sua intenzione di abbandonare l'organizzazione, motivando questa scelta con la concentrazione della sua attività sull'esportazione di gas naturale. Il primo gennaio 2019 il Paese del golfo abbandona effettivamente l'organizzazione.
L'anno successivo, nel 2020, anche l'Ecuador esce dall'OPEC.
Nel gennaio 2024, l'Angola abbandona l'organizzazione.

## Influenza sul prezzo del greggio

Mappa della produzione petrolifera nel 2013

Contrariamente ad altri cartelli, l'OPEC è riuscita con successo a incrementare il prezzo del petrolio per lunghi periodi. Gran parte del successo dell'OPEC può essere attribuita alla flessibilità dell'Arabia Saudita. Questa nazione ha tollerato il mancato rispetto dei patti da parte di altri paesi membri, e tagliato la sua produzione per compensare l'eccesso delle quote di produzione degli altri membri del cartello. Questo fatto ha dato alla nazione una buona capacità di influenzare il prezzo del petrolio a livello mondiale, poiché - con molti membri a produzione piena - l'Arabia Saudita è l'unico membro con capacità di scorta, e la possibilità di aumentare la produzione se necessario.

Questa politica ha avuto successo, causando l'innalzamento del prezzo del petrolio grezzo a livelli che erano stati raggiunti, in precedenza, solo dai prodotti raffinati. Comunque, la possibilità dell'OPEC di innalzare i prezzi ha dei limiti. Un incremento eccessivo nei prezzi del petrolio tende a far diminuire i consumi, e può causare un decremento netto delle entrate. Inoltre, una crescita continua del prezzo può incoraggiare un cambio dei comportamenti, incentivando l'utilizzo di fonti alternative di energia o un maggiore risparmio.
In quanto cartello, l'OPEC ha finora evitato coinvolgimenti in ogni disputa relazionata con l'Organizzazione Mondiale del Commercio nonostante la divergenza tra le azioni e obiettivi dei due enti, rappresentando dunque un esempio interessante della relazione tra protezione e liberalizzazione del commercio a livello internazionale, specialmente nell'ambito energetico.

## Paesi membri
Nel 2024 i paesi membri dell'OPEC sono 12:
| Paese               | Regione       | Adesione all'OPEC             | Popolazione (2019) | Area (km²) |
| ------------------- | ------------- | ----------------------------- | ------------------ | ---------- |
| Algeria             | Africa        | 1969                          | 39.500.000         | 2.381.740  |
| Arabia Saudita      | Medio Oriente | 1960 fondatore                | 31.521.418         | 2.149.690  |
| Emirati Arabi Uniti | Medio Oriente | 1967                          | 9.346.000          | 83.600     |
| Iran                | Medio Oriente | 1960 fondatore                | 81.672.300         | 1.648.000  |
| Iraq                | Medio Oriente | 1960 fondatore                | 37.056.169         | 437.072    |
| Kuwait              | Medio Oriente | 1960 fondatore                | 4.052.584          | 17.820     |
| Libia               | Africa        | 1962                          | 6.293.000          | 1.759.540  |
| Nigeria             | Africa        | 1971                          | 191.067.679        | 923.768    |
| Venezuela           | Sud America   | 1960 fondatore                | 30.620.404         | 912.050    |
| Guinea Equatoriale  | Africa        | 2017                          | 1.222.442          | 28.051     |
| Rep. del Congo      | Africa        | 2018                          | 5.125.821          | 342.000    |
| Gabon               | Africa        | 1975–1994, rientrato nel 2016 | 1.424.906          | 267.667    |
| Totale              | Totale        | Totale                        | 463 202 723        | 12 197 698 |

## Paesi non-membri
Ci sono alcuni grandi paesi produttori di petrolio che non aderiscono all'OPEC:
- Nord America
  - Canada
  - Messico
  - Stati Uniti d'America
- Medio oriente
  - Bahrein
  - Oman
- Asia
  - Cina
  - Kazakistan
  - Russia
- Europa
  - Norvegia

## Statistiche
Questa tabella elenca i primi 10 Stati produttori di petrolio al mondo nell'anno 2009.
| Classifica | Nazione               | Produzione "crude oil" Migliaia di barili al giorno | % sul totale |
| ---------- | --------------------- | --------------------------------------------------- | ------------ |
| 1          | Russia                | 9.650,4                                             | 14,0%        |
| 2          | Arabia Saudita        | 8.184,0                                             | 11,9%        |
| 3          | Stati Uniti d'America | 5.310,1                                             | 7,7%         |
| 4          | Cina                  | 3.793,0                                             | 5,5%         |
| 5          | Iran                  | 3.557,1                                             | 5,2%         |
| 6          | Venezuela             | 2.878,1                                             | 4,2%         |
| 7          | Messico               | 2.601,4                                             | 3,8%         |
| 8          | Iraq                  | 2.336,2                                             | 3,4%         |
| 9          | Kuwait                | 2.261,6                                             | 3,3%         |
| 10         | Emirati Arabi Uniti   | 2.241,6                                             | 3,2%         |
|            | Resto del mondo       | 26.212,4                                            | 38,0%        |
| Totale     | Totale                | 69.025,9                                            | 100%         |
| OPEC       | OPEC                  | 28.927,1                                            | 41,9%        |
| Non-OPEC   | Non-OPEC              | 40.098,8                                            | 58,1%        |

## GECF, l'OPEC del gas
L'innalzamento dei prezzi e l'aumento della domanda ha creato le condizioni per la nascita di una simile organizzazione per il commercio del gas naturale. L'organizzazione del GECF (Gas Exporting Countries' Forum), costituita a Tehran nel 2001, tenta di superare l'attuale meccanismo che vincola il prezzo del gas naturale a quello del petrolio (proposta dell'Egitto del 2004) e di prepararsi per l'evoluzione del mercato del gas, che se fino ad ora era un mercato regionale vincolato ai gasdotti, grazie al GNL si sta globalizzando (i terminali di liquefazione e di rigassificazione sono geograficamente svincolati) e fluidificando (cresce l'importanza del mercato spot a scapito dei contratti di lunga durata). La sede del GECF si trova a Doha, in Qatar.